# The New York Review of Books
The New York Review of Books (o NYREV o NYRB) è una rivista bisettimanale con articoli su letteratura, cultura e attualità. Viene pubblicata a New York e parte dal presupposto che la discussione sui libri importanti è indispensabile all'attività letteraria. Esquire la chiamò "la più importante rivista letterario-intellettuale in lingua inglese".  Nel 1970 Tom Wolfe la descrisse come "il principale organo teorico del Radical Chic".
Nel 2007 la pubblicazione ha avuto una tiratura di 140 000 copie. Robert B. Silvers è direttore della rivista fin dalla fondazione nel 1963, coadiuvato da Barbara Epstein fino alla morte di lei nel 2006. La Review ha una sezione che pubblica libri, fondata nel 1999, che si chiama "New York Review Books".

## Storia

### I primi anni
La New York Review è stata fondata da Robert B. Silvers e Barbara Epstein, insieme con l'editore A. Whitney Ellsworth e la scrittrice Elizabeth Hardwick. Avevano anche l'appoggio del marito di Barbara, Jason Epstein, vicepresidente della Random House e direttore della Viking Books. La Hardwick pubblicò un saggio su Harpers nel 1959 intitolato "The Decline of Book Reviewing", uno sguardo sprezzante al fallimento della critica sulle riviste del tempo che avevano ispirato Silvers e la Epstein.
Durante lo sciopero della stampa del 1963, quando il "New York Times" aveva interrotto le pubblicazioni, i fondatori della Review colsero l'opportunità per stabilire una forte rivista dei libri. Sapevano che gli editori avrebbero usato la nuova rivista per pubblicizzare i libri, dato che non avevano nessun altro punto in cui promuoverli. All'inizio si pensò di farla dirigere a Norman Podhoretz, ma lui decise di rimanere al "Commentary Magazine". Allora il gruppo si rivolse a Silvers, un amico di Jason Epstein, che era stato direttore della "Paris Review" e che allora lavorava per Harpers. Barbara Epstein si era fatta conoscere come editor per Doubleday del Diario di Anna Frank, e di altri libri e lavorò poi per Dutton, McGraw-Hill e Partisan Review.
Il primo numero della Review fu pubblicato il 1º febbraio 1963 e vendette tutte le copie.. Silvers parlando della filosofia della redazione disse: "Sentivamo che bisognasse fare un'analisi politica della natura del potere in America: chi ce l'aveva, chi lo subiva". I redattori avevano anche "una cosa in comune, ed era quel sentimento d'ammirazione intensa per gli scrittori meravigliosi".
Sui primi numeri si trovano articoli di scrittori come Elizabeth Hardwick, Hannah Arendt, Wystan Hugh Auden, Saul Bellow, John Berryman, Truman Capote, Paul Goodman, Lillian Hellman, Irving Howe, Alfred Kazin, Robert Lowell, Dwight Macdonald, Norman Mailer, Mary McCarthy, Norman Podhoretz, Philip Rahv, Susan Sontag, William Styron, Gore Vidal, Robert Penn Warren ed Edmund Wilson. La Review pubblicò provocatoriamente interviste a dissidenti politici tra cui Aleksandr Solženicyn, Andrej Sacharov e Václav Havel.

### Descrizione
Nel 2004, "The Nation" fece una breve panoramica storica della "New York Review of Books", in cui scriveva: "La Review ebbe un ruolo di primo piano nelle contestazioni alla guerra del Vietnam. [...] Attorno al 1970, un forte liberalismo cominciò a soppiantare il radicalismo di sinistra della rivista. Come osservava Philip Nobile nel [...] 1974 [...] la Review tornò alle sue radici e divenne «una rivista letteraria sul modello di quelle britanniche del XIX secolo, che univano politica e letteratura in modo rude ma signorile». La pubblicazione è sempre stata erudita e autoritaria e, grazie al suo rigore analitico e alla sua serietà è stata spesso essenziale, ma non sempre è stata vivace, caustica e leggibile. Ma l'elezione di George W. Bush, unita al disastro dell'11 settembre, scosse la redazione. Dal 2001, la temperatura della Review è salita e la sua visione politica si è acuita. [...] Gli scrittori più in vista della Review sono scesi in battaglia non solo contro la Casa Bianca ma anche contro i corpi letargici della stampa e gli intellettuali del "falchi liberali". [...] In netto contrasto con "The New Yorker" [...] o con "The New York Times Magazine" [...] la Review si è opposta alla Guerra in Iraq con una voce unica e coerente."
Negli anni, la Review ha pubblicato revisioni e articoli di scrittori e pensatori come Timothy Garton Ash, Margaret Atwood, Russell Baker, Saul Bellow, Isaiah Berlin, Harold Bloom, Iosif Brodskij, Noam Chomsky, J. M. Coetzee, Frederick Crews, Ronald Dworkin, John Kenneth Galbraith, Nadine Gordimer, Stephen Jay Gould, Murray Kempton, Richard Lewontin, Alison Lurie, Peter Medawar, Daniel Mendelsohn, Vladimir Nabokov, V. S. Naipaul, John Searle, I. F. Stone, Desmond Tutu, John Updike, Derek Walcott, Steven Weinberg, Garry Willis e Tony Judt.
Secondo la "National Book Foundation": "Da Mary McCarthy ed Edmund Wilson a Gore Vidal e Joan Didion, la "New York Review of Books" ha sempre coinvolto le menti più vivaci dell'America per pensare, scrivere e dibattere sui libri e le tematiche che affrontava".
"Oltre agli argomenti in ambito nazionale, la Review affronta temi di respiro internazionale, tra cui una visione spesso critica sulla politica di Israele e sulla lobby americana in Israele «da un punto di vista ebraico»."
La Review dedica anche uno spazio in molti suoi numeri, alla poesia e ha avuto la collaborazione di poeti come Robert Lowell, John Berryman, Ted Hughes, John Ashbery e Richard Wilbur.
Il caricaturista David Levine ha illustrato la "New York Review of Books" dal 1963 al 2007. In questo periodo ha realizzato per la rivista più di 3.800 caricature a penna di famosi scrittori, artisti e politici. Il "New York Times" descrive le illustrazioni di Levine come "caricature macrocefale, cupamente espressive, duramente inquisitorie e che difficilmente si appiattiscono, che ritraggono intellettuali e atleti, politici e sovrani”, caricature "affollate di brutti tagli di capelli, la barba di un giorno, baffi mal concepiti e altre manie della toletta [...] in modo da dare ai famosi un aspetto peculiare e fargli abbassare la cresta".
John Updike, che Levine disegnò spesso, scrisse negli anni settanta: “Oltre ad offrirci il piacere di riconoscersi, i suoi disegni ci mettono di fronte, in un'età esacerbata e potenzialmente disperata, alla sensazione di una presenza che ci osserva, un occhio che appartiene ad un'intelligenza che non ha avuto paura, un'arte comica pronta a incapsulare le ultime apparizioni della pubblicità ma anche quei demoni storici che perseguitano il nostro disagio”.
Oltre alle revisioni, le interviste e gli articoli, la Review da ampio spazio agli editori che vogliono pubblicizzare i libri in uscita. Il "Washington Post" descrive le “vivaci dispute letterarie” portate avanti nell'editoriale come “la cosa più vicina che il mondo intellettuale deve combattere a mani nude”.
C'è anche una famosa sezione "personals" che nel 2008 ha cominciato a ospitare i podcast. Nel 2010, ha lanciato una sezione blog sul suo sito web.
Molti assistenti alla redazione della rivista hanno acquisito una posizione in vista nel mondo del giornalismo, nel mondo accademico e della letteratura, come per esempio Jean Strouse, Deborah Eisenberg, Mark Danner e A. O. Scott.

### Gli ultimi anni
Per oltre 40 anni, Silvers e la Epstein hanno pubblicato insieme la Review. Nel 1983, Silvers, la Epstein e i loro partner hanno venduto la rivista all'editore Rea S. Hederman, ancora oggi proprietario del giornale, ma hanno continuato a lavorare alla redazione. Nel 2006, la Epstein è morta di cancro all'età di 77 anni. La National Book Foundation, quando dedicò alla Epstein e a Silvers il suo premio letterario "Literarian Award for Outstanding Service to the American Literary Community" nel 2006, affermò: “Con la New York Review of Books, Robert Silvers e Barbara Epstein hanno fatto della revisione dei libri un'arte e della discussione sui libri un'attività intellettuale vivace e provocatoria”. Dalla morte della Epstein, Silvers è stato l'unico direttore. Quando, nel dicembre 2007, gli è stato chiesto chi l'avrebbe sostituito come direttore, Silvers, che ha 78 anni ormai, ha esitato dichiarando che "non si è posto il problema".
Nel 2007, la vista dell'illustratore David Levine era ormai troppo debole e la rivista fu costretta a rivolgersi ad altri artisti e a ricorrere più spesso alla fotografia. Levine ha dato alla Review un'immagine fin dal 1963. Nel 2008, la sede della redazione si è trasferita da Midtown Manhattan al 435 di Hudson Street, che si trova nel West Village.
L'edizione per il 45º anniversario della Review (20 novembre 2008) cominciava con un articolo postumo di Edmund Wilson, che aveva scritto per il primo numero dell'articolo nel 1963. In quel numero c'erano anche due degli argomenti da sempre molto cari alla rivista: primo, un'analisi di David Bromwich, professore all'università di Yale, sulla vicepresidenza di Dick Cheney; e secondo, il saggio dell'autrice britannica Zadie Smith che "smantella lo status quo con la recensione di due romanzi – Netherland e Remainder – che lei considera rappresentativi di dove è stato il romanzo e di dove sta andando".
Il 10 novembre 2008, la Review ha festeggiato il suo 45º anniversario con un incontro alla New York Public Library, in cui Silver faceva da moderatore, per discutere “Cosa accade oggi” in America dopo le elezioni presidenziali del 2008. Del gruppo facevano parte molti giornalisti della Review tra cui Didion, lo scrittore e critico letterario Darryl Pinckney, l'opinionista politico Michael Tomansky, lo storico Garry Willis, e il professore della Columbia University Andrew Delbanco.

## Reazioni critiche
Il Washington Post parla della Review come di un "giornale di idee che ha aiutato a definire il discorso intellettuale del mondo anglofono degli ultimi quarant'anni. [...] Pubblicando lunghi articoli ben pensati sulla politica, sui libri e sulla cultura, [i redattori] hanno sfidato la tendenza alla superficialità e alla banalità e il culto della celebrità".  In un contributo del 2006 sul "New York Magazine", James Atlas affermava: "è un insieme eclettico ma d'effetto che ha fatto della New York Review of Books il primo giornale dell'élite intellettuale americana”.
Nel 2008, il "Guardian" considerava la Review "erudita senza essere pedante, scrupolosa senza essere secca”. Lo stesso giornale aveva scritto, nel 2004, “i numeri della Review fino ad oggi raccontano la storia della vita culturale della East Coast dal 1963. Riesce ad essere scrupolosa ma non pedante e seria con un fiero lato democratico. [...] È uno degli ultimi luoghi del mondo anglofono in cui si pubblicano saggi lunghi [...] e probabilmente l'ultimo che combina il rigore accademico –  perfino le lettere dell'editore hanno le note a piè di pagina – con una grande chiarezza di linguaggio”.
Secondo il sito internet del consolato generale degli Stati Uniti in Cina, la Review è un "tipo di rivista [...] in cui le menti più interessanti e preparate del nostro tempo discutono i libri e le questioni attuali in profondità [...] un giornale di letteratura e critica basato sull'assunto secondo il quale la discussione sui libri importanti è in se stessa indispensabile all'attività letteraria”. Sul "New York Magazine", nel febbraio 2011, Oliver Sacks affermava che la Review è "una delle grandi istituzioni della vita intellettuale qui e in ogni luogo".
Nel corso della storia la Review si è fatta conoscere come un giornale della sinistra liberale, quello che Tom Wolfe chiamava "il principale organo teorico del radical chic", ma la sua voce è stata più influente durante i periodi di guerra. Secondo un articolo su "The Nation" del 2004: "Si potrebbe sospettare che aspettassero con ansia il giorno in cui sarebbero tornati alla normale routine di pubblicazione – quel signorile pastiche di filosofia, arte, musica classica, fotografia, storia tedesca e russa, politica est-europea, fiction letteraria – senza l'ostacolo di quei doveri politici di natura provocatoria e di opposizione. Quel giorno non è ancora arrivato. Se e quando arriverà si potrà dire che la redazione ha affrontato la sfida dell'era post 11 settembre come molte altre edizioni americane non hanno saputo fare, e che la New York Review of Books [...] era presente quando ce n'era più bisogno".
Il direttore Bob Silvers nel 2004 affermò: "I pezzi che abbiamo pubblicato ad opera di scrittori come Brian Urquart, Thomas Powers, Mark Danner e Ronald Dworkin sono stati delle reazioni ad una crisi reale che aveva a che fare con l'ansia di distruzione dell'America, con le relazioni con gli alleati, con la voglia di proteggere le proprie tradizioni di libertà [...] L'aura della sfida patriottica coltivata dall'amministrazione [Bush], in un'atmosfera di paura, ha avuto l'effetto di un dissenso soffocato".
Accusata a volte di provincialismo, la Review è stata soprannominata “The New York Review of Each Other's Books”. Philip Nobile diede voce a una critica mordace nelle righe del libro Intellectual Skywriting: Literary Politics and the New York Review of Books. Il "Guardian" disse che quelle accuse ricordavano la storia della volpe e l'uva. Nel 2008, il "San Francisco Chronicle" scrisse: "le pagine del numero per il 45º anniversario, in effetti, rivelano l'attualità dalla visione ostinatamente panoramica [del giornale]"..

## Altre pubblicazioni
Gli articoli della Review vengono pubblicati in Italia dalla rivista mensile 451 Via della Letteratura della Scienza e dell'Arte, che dal dicembre 2010 continua l'opera della "Rivista dei Libri", edizione italiana della Review dal 1991 al 2010.